# باللوجة
باللوجة هي قرية في مقاطعة ميانة، إيران. عدد سكان هذه القرية هو 210 في سنة 2006.